# Maria di Meclemburgo-Schwerin (1803-1862)
Maria Luisa di Meclemburgo-Schwerin (in tedesco: Herzogin Marie Luise Friederike Alexandrine Elisabeth Charlotte Catherine zu Mecklenburg-Schwerin; Ludwigslust, 31 marzo 1803 – Meiningen, 26 ottobre 1862) è stata una principessa di Meclemburgo-Schwerin e, dal 1848, una duchessa consorte di Sassonia-Altenburg.

## Biografia
Maria era la seconda figlia del principe ereditario Federico Ludovico di Meclemburgo-Schwerin e della sua prima moglie, la granduchessa Elena Pavlovna Romanova, una delle figlie dell'imperatore Paolo I di Russia.
Il 7 ottobre del 1825 sposò a Ludwigslust l'allora principe ereditario Giorgio di Sassonia-Altenburg. Il 22 ottobre la coppia fece un solenne ingresso ad Hildburghausen. In onore della principessa, l'ampia strada in cui l'evento ebbe luogo venne ribattezzata Marienstraße, nome che conserva ancor oggi.
Un anno dopo, il padre di Giorgio, il duca Federico divenne duca di Sassonia-Altenburg e la corte si trasferì nella nuova residenza di Altenburg. Tuttavia Maria e Giorgio vissero sino al 1829 nel castello di Charlottenburg di Hildburghausen, per poi trasferirsi nel castello di Christiansburg ad Eisenberg.
Si trattò di un'unione apparentemente felice, descritta in questi termini dal signor Klötzner, sovrintendente di Giorgio: "..... nel suo amore per la moglie ed i figli, (il principe) fu un modello di esemplare padre di famiglia".
Nel 1848 Giorgio divenne il nuovo duca di Sassonia-Altenburg, dopo che suo fratello Giuseppe era stato costretto ad abdicare a causa dei moti rivoluzionari esplosi anche ad Altenburg, così come in buona parte d'Europa.
Maria fondò ad Altenburg la cosiddetta "Fondazione di Maria", un'associazione femminile, una scuola professionale nonché la "Casa di Giorgio e Maria" e l'"Associazione missionaria evangelico-luterana".
Divenuta vedova, continuò a vivere nella capitale del ducato. Ebbe un rapporto molto stretto con il figlio Ernesto e con la nipote Maria Federica.

## Figli
- Ernesto I (1826-1908);
- Alberto Federico (1827-1835)
- Maurizio (1829-1907).

## Albero genealogico
|                                               |                      |                                              | Genitori                                                |  |  | Nonni |  |  | Bisnonni                      |  |  | Trisnonni                                     |  |
|                                               |                      |                                              |                                                         |  |  |       |  |  | Luigi di Meclemburgo-Schwerin |  |  | Cristiano Ludovico II di Meclemburgo-Schwerin |  |
|                                               |                      |                                              |                                                         |  |  |       |  |  | Luigi di Meclemburgo-Schwerin |  |  | Cristiano Ludovico II di Meclemburgo-Schwerin |  |
|                                               |                      | Gustava Carolina di Meclemburgo-Strelitz     |                                                         |  |  |       |  |  | Luigi di Meclemburgo-Schwerin |  |  |                                               |  |
| Federico Francesco I di Meclemburgo-Schwerin  |                      |                                              |                                                         |  |  |       |  |  | Luigi di Meclemburgo-Schwerin |  |  |                                               |  |
|                                               |                      | Carlotta Sofia di Sassonia-Coburgo-Saalfeld  | Francesco Giosea di Sassonia-Coburgo-Saalfeld           |  |  |       |  |  |                               |  |  |                                               |  |
|                                               |                      | Carlotta Sofia di Sassonia-Coburgo-Saalfeld  | Francesco Giosea di Sassonia-Coburgo-Saalfeld           |  |  |       |  |  |                               |  |  |                                               |  |
|                                               |                      | Carlotta Sofia di Sassonia-Coburgo-Saalfeld  | Anna Sofia di Schwarzburg-Rudolstadt                    |  |  |       |  |  |                               |  |  |                                               |  |
| Federico Ludovico di Meclemburgo-Schwerin     |                      | Carlotta Sofia di Sassonia-Coburgo-Saalfeld  |                                                         |  |  |       |  |  |                               |  |  |                                               |  |
|                                               |                      | Giovanni Augusto di Sassonia-Gotha-Altenburg | Federico II di Sassonia-Gotha-Altenburg                 |  |  |       |  |  |                               |  |  |                                               |  |
|                                               |                      | Giovanni Augusto di Sassonia-Gotha-Altenburg | Federico II di Sassonia-Gotha-Altenburg                 |  |  |       |  |  |                               |  |  |                                               |  |
|                                               |                      | Giovanni Augusto di Sassonia-Gotha-Altenburg | Maddalena Augusta di Anhalt-Zerbst                      |  |  |       |  |  |                               |  |  |                                               |  |
| Luisa di Sassonia-Gotha-Altenburg (1756-1808) |                      | Giovanni Augusto di Sassonia-Gotha-Altenburg |                                                         |  |  |       |  |  |                               |  |  |                                               |  |
|                                               |                      | Luisa di Reuss-Schleiz                       | Enrico I di Reuss-Schleiz                               |  |  |       |  |  |                               |  |  |                                               |  |
|                                               |                      | Luisa di Reuss-Schleiz                       | Enrico I di Reuss-Schleiz                               |  |  |       |  |  |                               |  |  |                                               |  |
|                                               |                      | Luisa di Reuss-Schleiz                       | Giuliana Dorotea Luisa di Löwenstein-Wertheim-Virneburg |  |  |       |  |  |                               |  |  |                                               |  |
| Maria di Meclemburgo-Schwerin                 |                      | Luisa di Reuss-Schleiz                       |                                                         |  |  |       |  |  |                               |  |  |                                               |  |
|                                               | Pietro III di Russia | Carlo Federico di Holstein-Gottorp           |                                                         |  |  |       |  |  |                               |  |  |                                               |  |
|                                               | Pietro III di Russia | Carlo Federico di Holstein-Gottorp           |                                                         |  |  |       |  |  |                               |  |  |                                               |  |
|                                               | Pietro III di Russia | Anna Petrovna Romanova                       |                                                         |  |  |       |  |  |                               |  |  |                                               |  |
| Paolo I di Russia                             | Pietro III di Russia |                                              |                                                         |  |  |       |  |  |                               |  |  |                                               |  |
|                                               |                      | Caterina II di Russia                        | Cristiano Augusto di Anhalt-Zerbst                      |  |  |       |  |  |                               |  |  |                                               |  |
|                                               |                      | Caterina II di Russia                        | Cristiano Augusto di Anhalt-Zerbst                      |  |  |       |  |  |                               |  |  |                                               |  |
|                                               |                      | Caterina II di Russia                        | Giovanna di Holstein-Gottorp                            |  |  |       |  |  |                               |  |  |                                               |  |
| Elena Pavlovna Romanova                       |                      | Caterina II di Russia                        |                                                         |  |  |       |  |  |                               |  |  |                                               |  |
|                                               |                      | Federico II Eugenio di Württemberg           | Carlo I Alessandro di Württemberg                       |  |  |       |  |  |                               |  |  |                                               |  |
|                                               |                      | Federico II Eugenio di Württemberg           | Carlo I Alessandro di Württemberg                       |  |  |       |  |  |                               |  |  |                                               |  |
|                                               |                      | Federico II Eugenio di Württemberg           | Maria Augusta di Thurn und Taxis                        |  |  |       |  |  |                               |  |  |                                               |  |
| Sofia Dorotea di Württemberg                  |                      | Federico II Eugenio di Württemberg           |                                                         |  |  |       |  |  |                               |  |  |                                               |  |
|                                               |                      | Federica Dorotea di Brandeburgo-Schwedt      | Federico Guglielmo di Brandeburgo-Schwedt               |  |  |       |  |  |                               |  |  |                                               |  |
|                                               |                      | Federica Dorotea di Brandeburgo-Schwedt      | Federico Guglielmo di Brandeburgo-Schwedt               |  |  |       |  |  |                               |  |  |                                               |  |
|                                               |                      | Federica Dorotea di Brandeburgo-Schwedt      | Sofia Dorotea di Prussia                                |  |  |       |  |  |                               |  |  |                                               |  |
|                                               |                      | Federica Dorotea di Brandeburgo-Schwedt      |                                                         |  |  |       |  |  |                               |  |  |                                               |  |